# Antonio Romero Boza
Antonio Romero Boza (Mairena del Aljarafe, Sevilla, España, 12 de octubre de 1995), más conocido como Romero, es un futbolista español que juega en la posición de centrocampista en el C. E. Manresa de la Tercera Federación.

## Trayectoria
El futbolista sevillano se formó en las categorías inferiores del Sevilla F. C. y dio el salto al Sevilla Atlético en la temporada 2014-15 en la que disputó 35 partidos. 
En la temporada 2015-16 disputó 28 partidos, cuatro de ellos en el playoff de ascenso, en los que el Sevilla Atlético logró el ascenso a Segunda División.
En la temporada 2016-17 fue cedido al Mérida A. D. de la Segunda División B.
En verano de 2017, tras acabar su contrato con el Sevilla Atlético, firmó por el C. D. Mirandés de la Segunda División B en el que jugó durante dos temporadas. Durante la campaña 2018-19 ayudó al equipo a lograr el ascenso de categoría.
El 20 de julio de 2019 firmó por el Centre d'Esports Sabadell Futbol Club de la Segunda División B.
El agosto de 2019 se rompió el ligamento cruzado anterior de la rodilla izquierda, lo que le mantuvo apartado el resto de la temporada.
El conjunto arlequinado consiguió el ascenso a la Segunda División al término de la temporada 2019-20, tras vencer al F. C. Barcelona "B" en la eliminatoria final, siendo este su tercer ascenso a la Segunda División.
El 2 de agosto de 2021 se unió a la U. E. Costa Brava. Después de su salida del equipo, siguió con su carrera en la Real Balompédica Linense y el Club Lleida Esportiu. Tras su marcha del club catalán a inicios de 2024, regresó a la Balona, donde completó la temporada antes de volver al fútbol catalán en el mes de agosto al fichar por el C. E. Manresa.

## Clubes
| Club                     | País   | Año       |
| ------------------------ | ------ | --------- |
| Sevilla Atlético         | España | 2014-2017 |
| Mérida A. D. (cedido)    | España | 2016-2017 |
| C. D. Mirandés           | España | 2017-2019 |
| C. E. Sabadell F. C.     | España | 2019-2021 |
| U. E. Costa Brava        | España | 2021-2022 |
| Real Balompédica Linense | España | 2022-2023 |
| Club Lleida Esportiu     | España | 2023-2024 |
| Real Balompédica Linense | España | 2024      |
| C. E. Manresa            | España | 2024-     |